# The Fabulous Thunderbirds
The Fabulous Thunderbirds est un groupe de blues américain créé par Kim Wilson et Jimmie Vaughan en 1974. Le chanteur Kim Wilson est le seul membre constant tout au long de l'histoire du groupe. 

## Discographie
Albums studio
- The Fabulous Thunderbirds (1979)
- What's the Word (1980)
- Butt Rockin' (1981)
- T-Bird Rhythm (1982)
- Tuff Enuff (1986)
- Hot Number (1987)
- Powerful Stuff (1989)
- Walk That Walk, Talk That Talk (1991)
- Roll of the Dice (1995)
- High Water (1997)
- Painted On (2005)
- Thunderbirds! (2009, sold only at shows)
- On the Verge (2013)
- Strong Like That (2016)
- Struck Down (2024)

Compilations
- Portfolio (1987)
- The Essential... (1991)
- Hot Stuff: The Greatest Hits (1992)
- Wrap It Up (1993)
- The Fabulous Thunderbirds/What's the Word (1993)
- Butt Rockin'/T-Bird Rhythm  (1993)
- Different Tacos (1996)
- The Best of the Fabulous Thunderbirds (1997)
- Tuff Enuff/Powerful Stuff (1999)
- Thunderbirds Tacos Deluxe (2003)
- The Best of the Fabulous Thunderbirds: Early Birds Special (2011)
- The Bad and Best of... (2013)

Albums live
- Live from London (1985)
- Live [AKA Invitation Only] (2001)